# Soft Play
Soft Play, conocidos hasta 2022 como Slaves, es un dúo de música británico, formado por Isaac Holman (batería, voz) y Laurie Vincent (guitarra, bajo, voz), ambos oriundos de Royal Tunbridge Wells, en el condado de Kent, Gran Bretaña.
La banda lanzó su primer EP en 2012, titulado Sugar Coated Bitter Truth. Dos años después, el 6 de febrero de 2014, publicarían el tema Where's Your Car Debbie? el cual les permitiría firmar por Virgin EMI. Ese mismo año aparecerían en el programa Later... with Jools Holland, además de ser nominados por la BBC para el Sound of... 2015.
El dúo lanzaría su álbum debut, Are You Satisfied?, el 1 de junio de 2015. Alcanzó el puesto número 8 en la UK Albums Chart, además de recibir una nominación a los Premios Mercury.
El 30 de septiembre de 2016 pondrían a la venta su segundo álbum, titulado Take Control. En él contarían con la colaboración de Mike D, integrante de Beastie Boys, en la canción Consume or Be Consumed. El álbum alcanzaría la 6 posición en el UK Albums Chart.

## Discografía

### Álbumes
- Are You Satisfied? (2015)
- Take Control (2016)
- Acts of Fear and Love (2018)
- Heavy Jelly (2023)

### EP
- Sugar Coated Bitter Truth (2012)